# طريقي (فلم)
طريقي (بالكورية: 마이 웨이) هو فيلم حرب ودراما ومغامرات وإثارة من كوريا الجنوبية. أخرجه سنة 2011 المُخرج الكوري الجنوبي كانغ جي كيو.

الفيلم مستوحى من قصة حقيقية لكوري جنوبي إسمُهُ يانغ كيونجونغ (بالكورية: 양경종) الذي أُسِرَ مع الألمان في معركة النورماندي بين الحلفاء وألمانيا النازية. بعد أن قاتل يانغ في صفوف الجيش الإمبراطوري الياباني ثمَّ الجيش الأحمر السوفياتي أثناءَ الحرب العالمية الثانية.

## القصة
تتمحور القصة حول كوريٍّ ويابانيٍّ صديقين وعدوين لذوذين في آنٍ واحد. في عام 1928، كانت سيول تابعة لليابان. هنا تبدأ قصة الطفلين اللَّذيْن صارا عَـدَّائَـين. وفي سباقهما الأخير، يفوز الكوري. لكن، يُعْلَنُ اليابانيُّ فائزاً مُعَلِّلينَ ذلك، ظُلماً، بغِش الكوري.
و بعد أعمال شغبٍ وعنف يقوم بها المتفرجون الكوريون بسبب الحادثة، تحكم المحمكة عليهم بالتَّجنيد في الجيش الإمبراطوري، ويرسلون للقتال ضد روسيا الاشتراكية أثناء الحرب العالمية الثانية. أماَّ الياباني فيرفض مهنة الطب رغم إصرارِ أبيه. ويصيرُ كولونيلاً متعصباً لمجدِ اليابان وللإمبراطور. بعدَ استماتة اليابانيين لصد هجومٍ سوفياتي مباغت، وتقديمهم حياتهم في سبيل الإمبراطور، يسيطر الروس على المعركة ويأسرون كل من بقي حياً. لتبدأَ مغامرات طويلة يقضياها معاً. من العمل الشاق في جبال الأورال الباردة، حيثُ كانت تحرقُ جُـثَـثُ الهالكين لتُستَعمَلَ وقوداً للتَّـدفئة، ثم الانضمام إلى الجيش الأحمر. وأخيراً، القِتال في الفيرماخت النازي. تتغير طبائع الناس ويصير القتل وتنكيلُ شيئاً مألوفاً وعادياً، ويبدو المعدن الطيب للبشر رغم قساوة القدر.

## روابط خارجية
- مقالات تستعمل روابط فنية بلا صلة مع ويكي بيانات